# Acrosterigma hobbsae
Acrosterigma hobbsae is een tweekleppigensoort uit de familie van de Cardiidae. De wetenschappelijke naam van de soort is voor het eerst geldig gepubliceerd in 1999 door Vidal.